# Oberea uninotaticollis
Oberea uninotaticollis là một loài bọ cánh cứng trong họ Cerambycidae.